# U125 (潜水艦・初代)
U125はドイツ帝国海軍のUE2型潜水艦（Uボート）の8番艦。大型の機雷敷設潜水艦。

## 艦歴
1916年5月27日に建造が計画され、ブローム＆フォス社で建造が行われた。1918年5月26日に進水し、1918年9月4日に竣工した。
竣工が第一次世界大戦末期であり、ほどなく終戦を迎えたため、戦歴はない。
1918年11月26日、イギリスのハリッジにて降伏し、連合軍に接収された。
1918年12月14日、本艦は日本軍に戦利獲得され、19日受領。21日、〇一潜水艦（仮称）と命名される。
1919年（大正8年）1月3日、装甲巡洋艦出雲に曳航されてハリッジを出港し、4日にポートランドに到着。試運転の後、日本海軍・第二特務艦隊の手によって回航されることとなり、2月18日にポートランドを出港。ブレスト、フェロール(スペイン)、ジブラルタルを経由して3月16日にマルタに到着。18日に工作艦関東が受領し、整備を行う。真水と潤滑油、重油の補給の後4月9日にマルタを出港。途中補給をしながらポートサイド、アデンを経由して28日にコロンボに到着。〇七潜水艦に潤滑油を積み替えた後、5月6日にコロンボを出港。途中補給をしながらペナン、シンガポール、馬公、館山を経由し、6月18日に横須賀に到着し整備を受ける。
日本海軍籍には編入されず、整備の後研究や試験に使用され、日本の潜水艦の発達に寄与した。特に伊一二一型潜水艦の直接の手本となっている。
1927年（昭和2年）5月19日、沈没潜水艦を浮揚する際の錘(沈錘船)として活用する事が決定し、改装工事を受ける。
改装後は重錘として特務艦朝日の沈没潜水艦救難実験や訓練に使用された。
1931年（昭和6年）8月19日、雑役船に編入し沈錘船となり公称第2900号と改名。引き続き沈没潜水艦救難実験や訓練に使用された。
1937年（昭和12年）5月31日、船体の老朽化や、朝日の救難装備の撤去が決まったため、沈錘船は製鋼材料とすることとなった。これを受け、公称第2900号は同年6月26日に廃船となった。

## 艦長
U125
- ハンス・スカベル(Hans Scabell) 海軍大尉：1918年9月4日 - 1918年11月11日

〇一潜水艦
- 田尻敏郎 海軍少佐：1919年1月7日 - 1919年3月18日
- 木内達藏 海軍少佐：1919年3月18日 - 1919年7月24日